# 2545 Verbiest
2545 Verbiest è un asteroide della fascia principale. Scoperto nel 1933, presenta un'orbita caratterizzata da un semiasse maggiore pari a 2,2297323 UA e da un'eccentricità di 0,1253675, inclinata di 5,96673° rispetto all'eclittica.